# Henry Rachford
Henry Herbert Rachford Jr. (* 14. Juni 1925 in El Dorado (Arkansas); † 31. Oktober 2022) war ein US-amerikanischer Mathematiker (Numerische Mathematik, insbesondere numerische lineare Algebra und Numerik partieller Differentialgleichungen, Wissenschaftliches Rechnen), Chemieingenieur und Informatiker.
Rachford studierte Chemie an der Rice University (Rice Institute) mit dem Bachelor-Abschluss 1945 und dem Master-Abschluss als Chemieingenieur 1947 und wurde 1950 am Massachusetts Institute of Technology in Chemieingenieurwesen promoviert. Von 1949 bis 1956 war er Forschungsingenieur bei Humble Oil & Refining Company (die später zu ExxonMobil gehörte) und befasste sich mit numerischen Methoden (frühe Verwendung von Computern) in der Erdöl- und Erdgasförderung (insbesondere Simulation von Strömungen im Gestein bzw. porösen Medien und von Lagerstätten und Lösung anderer Ingenieursprobleme). Dabei arbeitete er mit Jim Douglas Jr., Don Peaceman und John Rice bei Humble Oil zusammen und entwickelte Methoden der Lösung von linearen Gleichungen, die sich aus der Diskretisierung von Problemen parabolischer partieller Differentialgleichungen ergaben, so die ADI-Methode (Alternating-Discrete Implicit Method), wo zwei Varianten nach ihm benannt sind (Douglas-Rachford und Peaceman-Rachford). 1957 wurde er Assistent in der Abteilung Erdölingenieurwesen von Humble Oil und war von 1957 bis 1964 Forschungsleiter. Ab 1964 war er Professor für Mathematik und Informatik an der Rice University, an der er bis zu seiner Emeritierung blieb. In den 1970er Jahren befasste er sich mit der Modellierung von Strömungen in Öl- und Gaspipelines.
Ab 1969 gründete er mit Kollegen ein Ingenieurbüro für die mathematische Beratung bei Ingenieursproblemen, in der er in Teilzeit arbeitete. Zuletzt war er Senior Software Developer bei GL Industrial Services. 1977 ließ er sich an der Rice University beurlauben um für das Ministerium für Arbeit in Neuseeland das erste Echtzeit-Prognose- und Simulationssystem für transiente Strömungen in Pipelines zu entwickeln.
1979 erhielt er mit Jim Douglas und D. Peaceman den Robert Earll McConnell Award des American Institute of Mining, Metallurgical, and Petroleum Engineers (AIME). Er wurde 2000 Mitglied der National Academy of Engineering für Beiträge zur numerischen Lösung partieller Differentialgleichungen zur Lösung von Problemen  für Erdöllagerstätten und Pipeline-Hydraulik (Laudatio).
Er heiratete 1957 und hatte zwei Kinder.
Zu seinen Doktoranden zählt Mary Wheeler.